# آلامدا (کالیفرنیا)
آلامدا (به انگلیسی: Alameda) شهری در شهرستان آلامدا ایالت کالیفرنیا است که در سرشماری سال ۲۰۱۰ میلادی، ۷۳۸۱۲ نفر جمعیت داشته‌است.
از شهرهای کالیفرنیاست که بر روی دو جزیره و یک بخش از شبه جزیره بر کرانهٔ شرقی خلیج کوچک سانفرانسیسکو برافراشته شده‌است. این شهر در جنوب غربی قرار گرفته و دارای یک بندر طبیعی از شهرهای کالیفرنیاست که بر روی دو جزیره و یک بخش از شبه جزیره بر کرانهٔ شرقی خلیج کوچک سانفرانسیسکو برافراشته شده‌است. این شهر در جنوب غربی قرار گرفته و دارای یک بندر طبیعی گود است که میان دو شهر مشارکت دارد. پل‌ها و تونل‌های آلامدا را به وسیله راه اوکلند با شهرهای دیگر همجوار متصل کرده‌است.
عبور و مرور در خیابان اصلی شهر «آل‌بورگ» از طرفین مجسمهٔ گاو «سیمبر» انجام می‌گیرد. این شهر در حقیقت موطن قوم بت‌پرست سیمبر است که گاو در نظر ایشان مقدس بود و قریب دو قرن پیش از میلاد از کوه‌های آلپ گذشته به ایتالیا هجوم بردند.
جزیرهٔ اصلی ۹/۷ کیلومتر طول و ۲/۴ کیلومتر عرض و مردم در آن سکونت دارند. کارخانه‌ها و خدمات کشتی‌رانی و کشتی‌سازی بخشی از کرانه دریا را دربر گرفته و بیشتر از یک سوم غربی جزیرهٔ محل ایستگاه هوایی و دریایی را دربر گرفته و یکی از بزرگترین مراکز مهم نیروی هوایی ایالات متحده آمریکاست. این جزیره در اصل یک شبه جزیره بود که در حدود ۱۹۰۰ بدل به جزیره گشت و آن هنگامی بود که کانال خلیج کوچک سانفرانسیسکو به خلیج کوچک لیندر و برای جلوگیری از جزر و مد ایجاد گشت.
جزیرهٔ کوچکتر مقر حکومتی ایالات متحده آمریکا و محل استقرار گارد نیروی دریایی این کشور است. بخش جنوبی آن بی فارم آبلند نام دارد و بیشتر خانه و دفاتر بازرگانی و آموزشی قرار دارد. ماهیگیری و قایق‌سازی آن نیز اهمیت دارد. این شهر در ۱۸۷۲ عنوان گرفت و از ۱۹۱۷ محل ادارهٔ حکومتی شد.
عبور و مرور در خیابان اصلی شهر «آل‌بورگ» از طرفین مجسمهٔ گاو «سیمبر» انجام می‌گیرد. این شهر در حقیقت موطن قوم بت‌پرست سیمبر است که گاو در نظر ایشان مقدس بود و قریب دو قرن پیش از میلاد از کوه‌های آلپ گذشته به ایتالیا هجوم بردند. آل‌بورگ دارای خیابان‌های وسیع و بناهای آپارتمانی بزرگ و پارک‌ها و کارخانه‌های صنعتی است و آثار تاریخی باقیمانده آن عبارت است از چند خانه متعلق به ثروتمندان قرن هفدهم و بنای پنج اشکوبهٔ زیبای ینس بنگس استنهوس» که در سال ۱۶۲۴ ساخته شده و در ۱۹۲۰ مرمت گردیده‌است.
پارک ملی «ربیلد» در فاصله کوتاهی از آل‌بورگ واقع است. در این پارک در سال ۱۹۴۲ از طرف عده‌ای آمریکایی دانمارکی الاصل به ملت دانمارک اهدا گردید.